# Relaciones Azerbaiyán-Catar
Las relaciones bilaterales entre Azerbaiyán y Catar se establecieron el 14 de septiembre de 1994. En agosto de 2017, Catar canceló la visa para los azerbaiyanos. Desde entonces, no se requiere visa por hasta 30 días. Existe un grupo de trabajo sobre las relaciones interparlamentarias entre Azerbaiyán y Catar en la Asamblea Nacional de la República de Azerbaiyán. Este grupo de trabajo se estableció el 13 de diciembre de 2005 y su primer jefe fue Tahir Rzayev. Rzayev es el jefe del grupo de trabajo desde el 4 de marzo de 2016.